# Władimir Kuczerienko
Władimir Aleksiejewicz Kuczerienko (ros. Владимир Алексеевич Кучеренко, ur. 17 lipca?/30 lipca 1909 we wsi Łozowa (obecnie miasto), zm. 26 listopada 1963 w Moskwie) – radziecki polityk, wicepremier ZSRR (1955–1956).

## Życiorys
Syn ukraińskiego kolejarza, w latach 1929–1933 studiował w Charkowskim Instytucie Budowlanym, potem był inżynierem w truście budowlanym, kierował różnymi budowami na Ukrainie i Uralu. Od 1942 członek WKP(b), od 1943 kierował budową i odbudową przedsiębiorstw przemysłowych w Makiejewce, Charkowie, Doniecku, Dniepropietrowsku i Sterlitamaku, od 1950 członek Kolegium i potem zastępca ministra budownictwa przedsiębiorstw inżynieryjnych ZSRR, od 1954 szef Głównego Zarządu ds. Budownictwa Mieszkaniowego i Cywilnego przy Miejskim Komitecie Wykonawczym w Moskwie. Od lutego 1955 do grudnia 1956 zastępca przewodniczącego Rady Ministrów ZSRR, jednocześnie od marca 1955 do stycznia 1961 przewodniczący Państwowego Komitetu Rady Ministrów ZSRR ds. Budownictwa, od stycznia 1961 kierował Akademią Budownictwa i Architektury ZSRR, jednocześnie od marca 1963 zastępca przewodniczącego Państwowego Komitetu ds. Budownictwa ZSRR, od sierpnia 1963 w randze ministra ZSRR. Deputowany do Rady Najwyższej ZSRR 5. i 6. kadencji.
Urna z jego prochami została złożona na cmentarzu przy Murze Kremlowskim na placu Czerwonym w Moskwie.

## Odznaczenia i nagrody
- Order Lenina (trzykrotnie)
- Order Czerwonego Sztandaru Pracy
- Order Czerwonej Gwiazdy
- Nagroda Państwowa ZSRR (1951)